# Gato elfo
El gato elfo es un tipo de gato, variante de la raza Sphynx. Es producto del cruce del Sphynx con el Curl Americano, por lo que heredó la calvicie del primero y las orejas curvas del segundo.
Su origen se remonta al 2007, en Estados Unidos, y quienes desarrollaron dicho cruce fueron las criadoras Karen Nelson y Kristen Leedom. Todavía no es reconocida como raza por la World Cat Federation (WCF) o la Asociación Internacional de Gatos (TICA).
Su nombre se debe a que sus orejas largas, puntiagudas y dobladas, con una ligera curva cayente hacia atrás, son muy parecidas a las de los elfos.

## Características físicas
Cuenta con unas orejas largas y puntiagudas. Los gatos elfo no tienen pelaje calvo o tienen un pelaje prácticamente imperceptible. Otras de las características que presentan estos gatos son: una cara alargada con pómulos prominentes, piel arrugada, cuerpo atlético y musculoso y una cola larga y estrecha hacia la punta.
Normalmente los gatos elfo pesan entre 4 y 7 kilos y pueden ser de diferentes colores.

## Cuidados que requieren
Estos gatos, al no contar con pelaje, necesitan muchos más cuidados que los de cualquier otra raza, como que los bañen de manera regular. Por ello, se les debe acostumbrar desde que nacen ya que tienen una piel extremadamente sensible y son sensibles a desarrollar enfermedades como la dermatitis.
A pesar de ello, estos gatos no suelen tener problemas de salud a no ser que se les exponga al sol o al frío durante mucho tiempo, ya que se les puede irritar la piel.

## Nutrición
El gato elfo no requiere una alimentación diferente a la del resto de los gatos. Pero se debe tener en cuenta que necesitan consumir más calorías que otras razas ya que, al no tener pelaje, les cuesta más mantener su temperatura corporal y su metabolismo.
Por ello, muchos veterinarios recomiendan controlar la cantidad de alimento que se les proporciona para evitar la sobrealimentación y que esto les cause obesidad.